# Ambrosius Becht
Ambrosius Becht (* 1514 in Esslingen; † 1564 in Heilbronn) war in den Jahren 1547 bis 1564 erst Richter und später Bürgermeister in Heilbronn.
Becht wird 1545 als Bürger der Stadt Heilbronn erwähnt. Ab 1547 ist er Richter und von 1557 bis 1564 Bürgermeister der Stadt. Zusammen mit Wolf Berlin und Gregorius Kugler erscheint er als Abgeordneter der Stadt Heilbronn 1548 auf dem „geharnischten“ Reichstag in Augsburg. Er war Inhaber des Patrizierhofes in der Klostergasse und mit Margerete Lyher verheiratet. Ihr Sohn Georg Becht wurde 1606 selbst Bürgermeister.
Die Bechts stammen ursprünglich aus Reutlingen und sind in Heilbronn seit dem Jahr 1545 belegt. Ihr Wappen stellt einen silbernen Schwan vor einem roten Hintergrund dar.